# Caposele
Caposele (Capussela in dialetto irpino) è un comune italiano di 3 215 abitanti della provincia di Avellino in Campania nell'alta valle del Sele.
Fa parte della comunità montana Terminio Cervialto e gran parte del territorio comunale ricade nel parco regionale Monti Picentini.
Il paese è noto per la presenza delle sorgenti del Sele che alimentano l'acquedotto pugliese e per la località religiosa Materdomini con il santuario di San Gerardo Maiella.

## Geografia fisica

### Territorio
Il comune di Caposele si trova lungo il margine sud-orientale della provincia di Avellino, al confine con quella di Salerno.
I comuni confinanti sono: Bagnoli Irpino e Lioni (a nord - ovest); Conza della Campania e Teora (a nord); Castelnuovo di Conza e Laviano (a est); Calabritto e Valva (a sud).
Il centro abitato si sviluppa alle pendici del monte Paflagone, all’altezza di 405 m s.l.m., nei pressi della sommità del bacino idrico del Sele. È sormontato ad est dalla collina su cui è sita la frazione di Materdomini, posta a 525 m s.l.m..
Il Paflagone si colloca sul versante nord-orientale del massiccio dei monti Picentini, che si estende verso ovest. Ai Picentini appartengono anche altre cime comprese nel territorio caposelese, come il m. Vallicelle (1238 m) ed il m. Calvello (1579 m), sulla cui vetta s'incontrano i confini di Caposele, Lioni, Bagnoli Irpino e Calabritto.
Dalla roccia calcarea sud-orientale del Paflagone, a 420 m s.l.m., sgorga il Sele, il cui alto corso contribuisce alla complessità geomorfologica del territorio. Dirigendosi verso sud-ovest, scorrendo ad est dei Picentini, l’azione erosiva del fiume ha scavato nei millenni l’Alta valle del Sele, sulla cui sommità si trova il paese. Fra i corsi d’acqua minori che attraversano il territorio di Caposele vi sono il Rio di Salia ed il Minuto, entrambi a regime torrentizio e tributari del Sele.

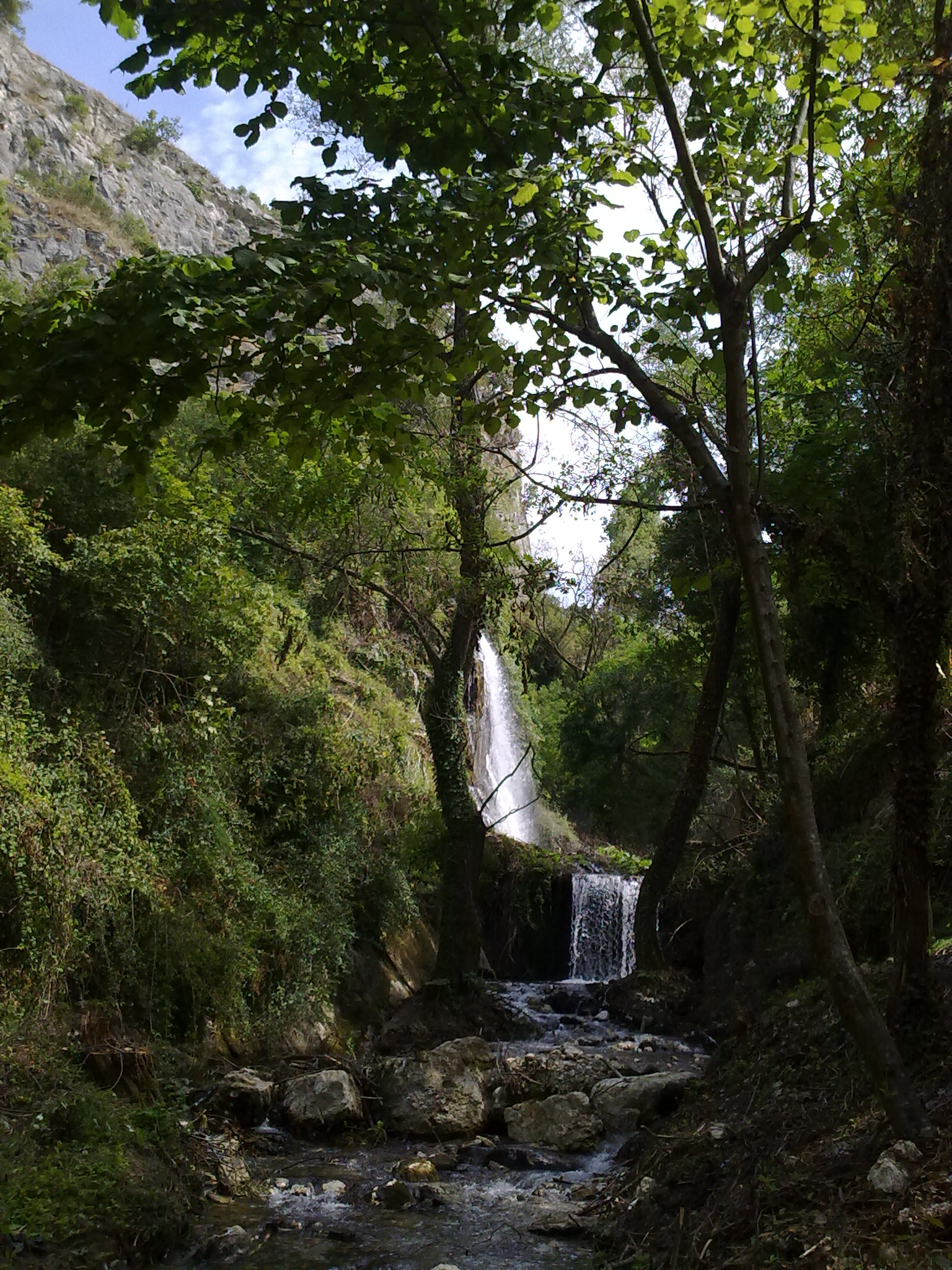
Il fiume alle sorgenti

### Ambiente

#### Uso del suolo e vegetazione
Il suolo collinare del paese è principalmente occupato da terreni agricoli e querceti. Sui rilievi montuosi vi sono boschi rigogliosi, dove crescono alberi ad alto fusto come castagni, aceri di monte e faggi. Salendo di quota, il paesaggio cambia gradualmente, facendo posto a boschi di conifere e pascoli.

#### Il fiume
Lungo il corso del fiume, sensibilmente modificato dalla presenza dell'acquedotto, cresce la vegetazione tipica del bosco igrofilo, costituita da alberi ad alto fusto come il pioppo ed il salice.
Sono ben rappresentati macroinvertebrati tipici dei corsi d'acqua montani, quali larve di Efemenotteri, Plecotteri e Tricotteri, indicatori di una buona qualità dell'ecosistema.
La temperatura dell'acqua durante l'anno oscilla fra gli 8 e i 10 °C.
Tale caratteristica fa sì che questa parte del Sele costituisca una zona vera per la trota, praticamente l'unico membro dell'ittiofauna locale. Sono presenti popolazioni non strutturate di trota fario e trota iridea, entrambe specie di immissione. Delle specie autoctone non resta pressoché nulla.
La popolazione di pesci ha subito un drastico calo in seguito a ripetuti episodi di inquinamento idrico avvenuti nel 2013.
Degna di nota è la segnalazione di siti compatibili con la presenza della lontra a valle del centro abitato.

### Geologia
Il territorio del comune di Caposele è costituito in prevalenza da calcari databili a cavallo tra la fine del Mesozoico e l'inizio del Cenozoico e da sedimenti terrigeni deposti dall'azione del fiume. Essendo situato nei pressi di una faglia diretta (che in superficie vede le rocce calcaree in contatto coi sedimenti), si tratta di un territorio ad elevato rischio sismico; infatti, secondo la classificazione sismica italiana, il comune appartiene alla zona 1 (sismicità alta).

### Clima
- Classificazione climatica: zona D, 1716 GG

## Origini del nome
Il toponimo Caposele deriverebbe da caput Sylaris, ovvero "capo (o inizio) del Sele", data l'ubicazione del paese nei pressi delle sorgenti del fiume.

## Storia

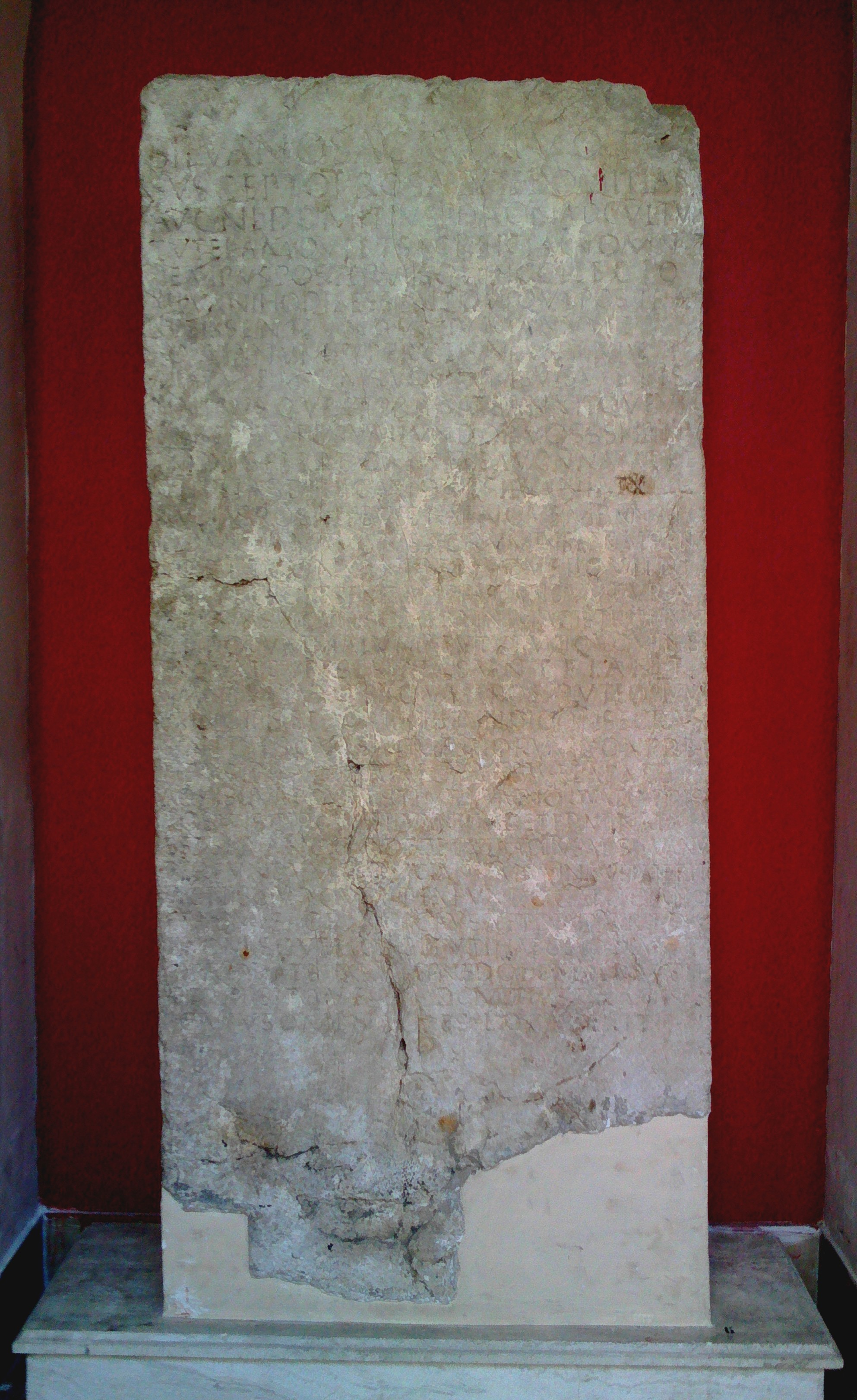
La lapide dedicata al dio Silvano ritrovata da Nicola Santorelli nel 1834 e custodita presso il museo archeologico di Avellino

### Origini
Secondo Giuseppe Antonini Caposele fu fondata nel periodo delle guerre fra i Sanniti e i Romani da coloro che si ritrovavano da luoghi di scontri militari. Inoltre, stando a quanto narrato da Paolo Orosio, ad caput Sylaris ci fu la sanguinosa sconfitta di Spartaco, la cui rivolta fu definitivamente soffocata proprio presso le sorgenti del Sele.
Anche le testimonianze archeologiche proverebbero che il luogo fu frequentato in epoca romana. Nel 1834, ad opera del medico locale Nicola Santorelli, fu scoperta in località Preta, al confine con Lioni, una stele (oggi conservata al museo archeologico di Avellino), risalente al tempo dell'imperatore Domiziano, attestante l'esistenza di un collegio sacerdotale dedicato al culto del dio Silvano.
Secondo un'altra ipotesi, Caposele venne fondata da alcuni abitanti dell'antica Poseidonia (Paestum), dove il Sele sfocia; essi, risalendo il corso d'acqua, diedero il nome al monte (Paflagone) e al fiume.
Quale che fosse l'origine del paese, la presenza di abbondanti acque sorgive fu sicuramente uno dei motivi per cui i primi abitanti decisero di insediarsi in quei luoghi.

### Dal Medioevo al XVIII secolo
Le prime notizie di un feudo (e di un probabile castello) risalgono al periodo normanno, probabilmente al 1160, quando Filippo di Balvano ne divenne il proprietario e da qui inviò alcuni militi alla spedizione in Terra santa per la conquista di Gerusalemme. Nel corso dei secoli, il territorio passò nelle mani degli Svevi e degli Angioini.
Sotto gli Aragonesi, una parte del territorio (probabilmente la zona chiamata Capodifiume) venne data a Jacopo Sannazzaro.
Nel 1416 la regina Giovanna II di Napoli affidò le entrate del feudo ad Antonio Gesualdo. E fu con Luigi II Gesualdo che Caposele raggiunse il suo grande vigore. Nel 1494 il paese ottenne il titolo di universitas, una sorta di comune autonomo in grado di eleggere liberamente un sindaco per alzata di mano dei suoi abitanti e di amministrare la giustizia. Grande privilegio dato ai sudditi, che, nel frattempo, scelsero anche un santo patrono, san Lorenzo, per la chiesa madre ed uno stemma per il proprio comune.
Nel XVII secolo il territorio di Caposele passò ai Ludovisio, che l'acquistarono e rivendettero più di una volta. Tutto ciò li costrinse spesso a lasciare il castello. Fu così che comunità religiose e confraternite occuparono l'intera zona, le chiese aumentarono di numero e famiglie di estrazione ed origine diversa si affiancarono sempre più ai casali intorno alla chiesa e alle proprietà private.
La peste del 1656 decimò la popolazione del paese; narrano le fonti che di 3 000 abitanti ne morirono in quel frangente più di 2500. Nel 1691 gli abitanti risalirono a 1185 mentre Caposele era parte della provincia di Montefusco in Principato Ultra. Un'altra triste calamità che si abbatté sul paese fu il terremoto del 1694 che pure provocò numerose vittime.
Nel 1714 fu nominato principe della Terra di Caposele Inigo Rota. Nel 1771 il territorio passò nelle mani di Carlo Lagni, marito di Ippolita Rota, figlia di Inigo, dalla quale lo ottenne per via matrimoniale Carlo Lagni, ultimo signore del luogo sino all'abolizione dei diritti feudali (1806).
Nei primi decenni del Cinquecento esisteva già una piccola chiesa dedicata alla Mater Domini, che dà il nome ad una frazione di Caposele. Qui Sant'Alfonso Maria de' Liguori venne in missione e aprì una casa religiosa dove, nel 1755, morì San Gerardo Maiella.

### Regno delle Due Sicilie e annessione al Regno di Sardegna
Durante il regno di Napoli e il regno delle Due Sicilie fu un comune appartenente al distretto di Campagna, della provincia di Principato Citra. Con l'unità d'Italia venne assegnato alla provincia di Avellino.
Agli inizi dell'Ottocento Caposele era composto da un nucleo, costituito dal castello e dal borgo di Capodifiume, isolato dal resto da un vallone ricoperto di orti e, infine, dagli agglomerati periferici (Pianello, Casali, etc.). I lavori per la captazione delle sorgenti del Sele per la realizzazione dell'Acquedotto Pugliese, ad inizio Novecento, modificarono totalmente l'assetto urbanistico: la costruzione di nuovi edifici lungo le vie che connettevano i nuclei storici del paese (zona Castello e zona Sorgenti), contribuì a farle diventare il centro nevralgico di Caposele.
Già epicentro del terremoto dell'Irpinia del 1853, è stato uno dei comuni più colpiti dal terremoto del 23 novembre 1980.

## Monumenti e luoghi d'interesse

### Architetture religiose

La facciata della Basilica dedicata a San Gerardo Maiella.

#### Santuario di san Gerardo Maiella
L'edificio religioso, sorto nel luogo in cui nel Medioevo vi fu un'apparizione della Madonna, è collocato nella frazione Materdomini (sede di numerose strutture ricettive) ed è meta di continui pellegrinaggi da ogni parte di Italia. Vi si può visitare il Museo Gerardino che contiene numerose testimonianze di vita di san Gerardo Maiella, morto nell'attiguo convento redentorista il 16 ottobre 1755. La tomba del santo è collocata ai piedi dell'altare della venerata statua della Mater Domini, al centro della vecchia Basilica dietro un altorilievo in marmo, dove si intravede la nuova urna in cristallo, argento e madreperla, che contiene il corpo di san Gerardo. Alla chiesa già presente si è aggiunta la nuova chiesa del Redentore, costruita negli anni settanta su progetto dell'architetto Giuseppe Rubino. Le forme architettoniche ricordano la biblica Tenda per il Tabernacolo, costruita da Mosè nel deserto per ordine di Dio e presenta opere di notevole interesse artistico, fra cui il portale in bronzo, un'imponente statua bronzea del Cristo Redentore, e ancora i mosaici raffiguranti gli apostoli e gli arredi monumentali tra cui l'altare, l'ambone e il portacero pasquale.
Nel febbraio del 1930 papa Pio XI ha elevato la basilica della Mater Domini e di San Gerardo alla dignità di basilica minore

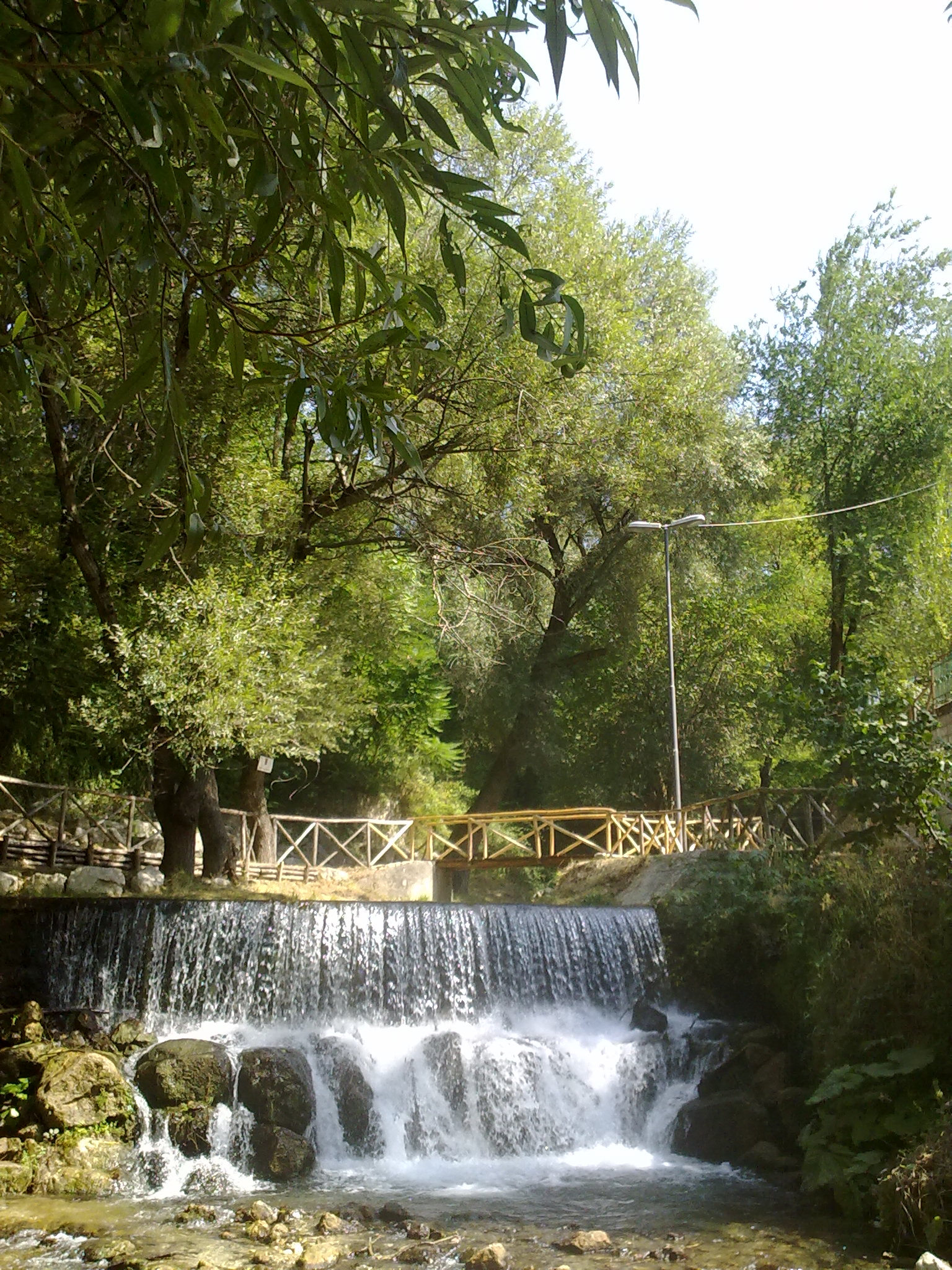
Le acque di scolo in località Tredogge.

#### Chiesa Madre di san Lorenzo
Collocata nel cuore del centro storico di Caposele, ricostruita ex novo dopo il terremoto del 1980, su progetto dell'architetto Carlo Cuomo e dell'ingegnere Vittorio Gigliotti, noto per la sua collaborazione con Paolo Portoghesi, con calcoli statici del professore Luigi Adriani, dopo una lunga e travagliata costruzione, la chiesa è stata aperta al culto nel 2008. Secondo i progettisti l'architettura della chiesa sulla sorgente trae ispirazione dallo spettacolo impressionante della galleria sotterranea di captazione della sorgente, con l'acqua che scorre tumultuosamente; le strutture della copertura e del soffitto, richiamano l'immagine dell'acqua, evocando i filetti liquidi ed i vortici dell'acqua fluente. Interessanti le opere marmoree (altare, ambone e battistero) ed il Cristo bronzeo realizzati dallo scultore bergamasco Mario Toffetti, già distintosi per aver ricevuto incarichi in Vaticano.

### Il castello
I ruderi della fortezza risalente al secolo XI sono ancora visibili in località Castello, alle spalle della Chiesa Madre di san Lorenzo. A causa del terremoto del 1980 e dell'incuria, l'edificio si presenta in uno stato di profondo degrado.

### Le sorgenti del Sele
Le acque raccolte nel Monte Cervialto (che rappresenta un bacino idrogeologico sufficientemente indipendente dai rilievi che lo circondano) defluiscono verso Caposele. E proprio qui, nei pressi del monte Paflagone, tali acque sotterranee alimentano la sorgente Sanità (420 m s.l.m.) per poi venir raccolte in venute di acqua in alveo (sorgente Tredogge) a 415 m s.l.m., dando così origine al flusso del Sele. La circolazione idrica sotterranea è condizionata da una complessa struttura a scaglie tettoniche (che dalla zona antistante la sorgente, Coste di santa Lucia, prosegue verso Calabritto) la quale obbliga il fiume a sgorgare alle altezze suddette.
A Caposele ha inizio l'Acquedotto pugliese, notevole opera di ingegneria idraulica che con le acque irpine disseta l'intero Tavoliere delle Puglie fino a Santa Maria di Leuca.
La portata media del fiume è di circa 4000 l/s ma, in seguito alla captazione delle sorgenti nel 1906, nell'alveo si osserva un flusso notevolmente ridotto.

## Società

### Evoluzione demografica
Abitanti censiti

### Etnie e minoranze straniere
Al 31 dicembre 2007 a Caposele risultano residenti 45 cittadini stranieri.

### Religione
La maggioranza della popolazione è di religione cattolica di rito romano; il comune appartiene all'arcidiocesi di Sant'Angelo dei Lombardi-Conza-Nusco-Bisaccia e ha due parrocchie:
- San Lorenzo Martire in Caposele
- San Gerardo Maiella nella frazione Materdomini

L'altra confessione cristiana presente è quella protestante con una comunità:
- Chiesa pentecostale CCEVAS.

## Cultura

### Musei
Nei pressi delle sorgenti del Sele è stato istituito il Museo delle Acque, che raccoglie alcune testimonianze sulla storia dell'Acquedotto Pugliese.
Nel 2012, in seguito ad una donazione dell'Ordine dei Cavalieri Crociati di Malta, il Comune ha istituito il Museo delle macchine di Leonardo, che ospita le riproduzioni di alcune macchine progettate da Leonardo da Vinci.

### Scuole
Nel comune di Caposele è presente l'Istituto Comprensivo Statale “F. De Sanctis”, costituito da: scuola dell'infanzia, scuola primaria e scuola secondaria di primo grado.
A Materdomini è rilevante la presenza della sezione annessa all'Istituto d'Istruzione Secondaria Superiore “F. De Sanctis” di Sant'Angelo dei Lombardi, con gli indirizzi di liceo scientifico e liceo delle scienze umane.

### Cucina
La cucina paesana è profondamente legata alla tradizione contadina, quindi ai prodotti che la terra offre. Piatti a base di verdure come m'nestra e pizza (misto di diversi ortaggi consumato con pizza di granturco), taddi e patan'  (gambi di zucca cotti con patate) o panieddi e pap'rnola (patate lessate e poi fritte con peperoni secchi e macinati) sono tipici della tavola caposelese. A questi pasti della quotidianità si affiancano piatti invernali, come le patan' sfruculiat' (patate lessate e schiacciate, condite di solito con peperoni o legumi) e quelli tipicamente estivi, come la ‘ngattinata (misto di ortaggi cotto e condito con pomodoro).
A Caposele vi è anche una lunga tradizione di pasta fatta in casa. Tipici sono le matasse, i fusilli e i triiddi. Tra i tipi di pane sono da ricordare la tradizionale fresella e il muffletto.
Nell'undicesima revisione dell'elenco dei prodotti agroalimentari tradizionali (PAT), pubblicata l'11 luglio 2011, figurano tre prodotti tipici di Caposele: le matasse, il muffletto e l'amaretto.

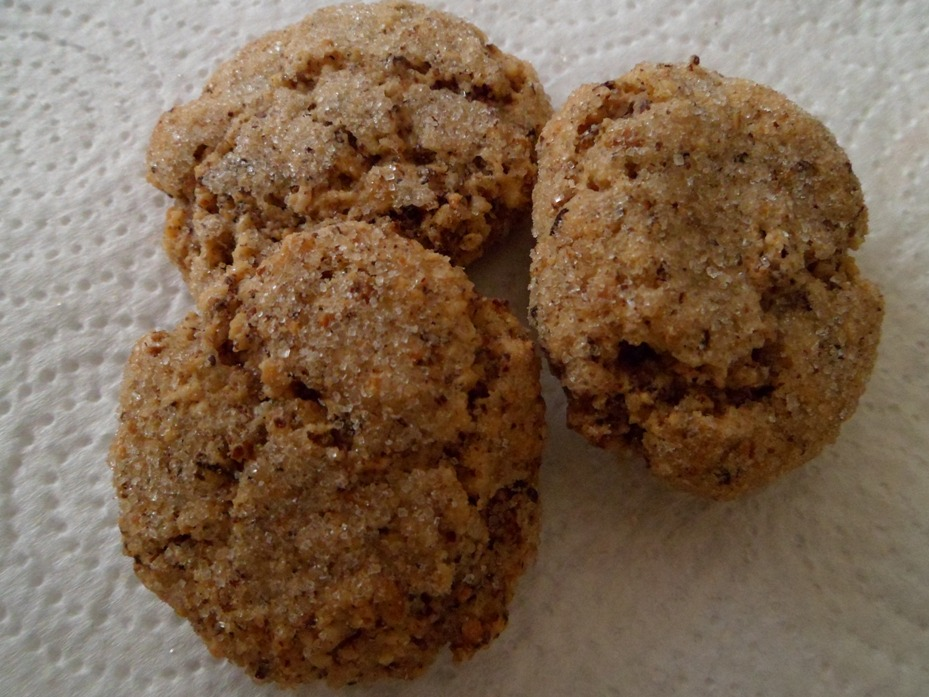
L'amaretto, tradizionale biscotto caposelese.

#### Matasse
Le matasse sono il tipo di pasta caratteristico del paese. Vengono ottenute allungando e roteando più volte l'impasto originale per poi tagliarlo in strisce sottili. La lavorazione è fatta a mano e avviene in farina di granturco per evitare che i segmenti di pasta si appiccichino fra loro. Il risultato finale ricorda un groviglio di fili (per l'appunto una matassa) dal quale il prodotto prende il nome. Vengono spesso consumate con ceci o fagioli.

#### Muffletto
Simile al pane fatto con l'impasto della pizza, il muffletto è una pagnotta dalla peculiare morbidezza e dal caratteristico odore, dovuto ad un impasto a base di patate e farina. La sua comparsa si fa risalire ai primi del Novecento, durante gli inizi dei lavori per la costruzione dell'acquedotto, quando Caposele, accogliendo maestranze anche dai paesi dell'Italia centrale e settentrionale, divenne un punto d'incontro di tradizioni culinarie diverse.

#### Amaretto
L'amaretto è un tipico biscotto Caposelese. Di tradizione casalinga, il dolce ha come ingrediente fondamentale le nocciole tostate (varietà San Giovanni e Mortarella) che gli conferiscono un sapore nettamente diverso dalla sua versione commerciale. Modellati a mano in piccole forme rotondeggianti, partendo da un impasto di nocciole, zucchero e uova, dopo la cottura in forno, gli amaretti vengono cosparsi di zucchero a velo.

## Geografia antropica

### Frazioni
Lo statuto comunale di Caposele non menziona nessuna frazione. In base al 14º Censimento Generale della Popolazione e delle Abitazioni, le altre località abitate del territorio comunale sono:
- Materdomini: 735 abitanti 595 m s.l.m.;
- Fornaci: 33 abitanti 575 m s.l.m.;
- Piani: 574 abitanti 494 m s.l.m.;
- San Giovanni: 176 abitanti 438 m s.l.m.;
- Santa Caterina: 130 abitanti 350 m s.l.m..

## Economia
Nei secoli passati l'economia del paese era profondamente legata non solo all'agricoltura, ma, soprattutto, alle acque del Sele. Lungo le copiose sorgenti del fiume sorsero mulini, frantoi e gualchiere, di cui oggi rimane poco o nulla. Le attività legate a tali strutture, infatti, cessarono di esistere con l'inizio dei lavori per la costruzione dell'Acquedotto pugliese e la conseguente captazione delle sorgenti.
Attualmente, una delle più grandi risorse economiche di Caposele è il turismo. Oltre a quello di carattere religioso, profondamente legato al culto di san Gerardo, il paese attira flussi di visita anche grazie alle proprie bellezze naturalistiche, quali le sorgenti del fiume o il Parco regionale dei Monti Picentini.

## Infrastrutture e trasporti
- Strada statale 91 della Valle del Sele.
- Strada statale 165 di Mater Domini
- Strada statale 691 Fondo Valle Sele: svincolo di Caposele
- Strada Provinciale 130: strada statale 165 di Mater Domini - Caposele

## Amministrazione
| Periodo | Periodo   | Primo cittadino    | Partito      | Carica                  | Note   |
| ------- | --------- | ------------------ | ------------ | ----------------------- | ------ |
| 1985    | 1990      | Alfonso Merola     | PCI          | Sindaco                 | [ 52 ] |
| 1990    | 1992      | Alfonso Merola     | PCI/PDS      | Sindaco                 | [ 52 ] |
| 1992    | 1994      | Agostino Montanari | PCI/PDS      | Sindaco                 | [ 52 ] |
| 1994    | 1995      | Alfonso Merola     | PCI/PDS      | Sindaco                 | [ 52 ] |
| 1995    | 1999      | Antonio Corona     | Centro       | Sindaco                 | [ 52 ] |
| 1999    | 2004      | Giuseppe Melillo   | Lista civica | Sindaco                 | [ 52 ] |
| 2004    | 2007      | Giuseppe Melillo   | Lista civica | Sindaco                 | [ 52 ] |
| 2007    | 2008      | Mario La Montagna  |              | Commissario prefettizio | [ 52 ] |
| 2008    | 2013      | Pasquale Farina    | Lista civica | Sindaco                 | [ 52 ] |
| 2013    | 2018      | Pasquale Farina    | Lista civica | Sindaco                 | [ 52 ] |
| 2018    | 2023      | Lorenzo Melillo    | Lista civica | Sindaco                 | [ 52 ] |
| 2023    | in carica | Lorenzo Melillo    | Lista civica | Sindaco                 | [ 52 ] |

### Altre informazioni amministrative
Il comune fa parte della Comunità montana Terminio Cervialto.
Le competenze in materia di difesa del suolo sono delegate dalla Campania all'Autorità di bacino interregionale del fiume Sele.

### Gemellaggi
- Muro Lucano[senza fonte]
- Ripacandida[senza fonte]

## Sport
Ha sede nel comune la società di calcio G.S. Caposele, che ha disputato campionati dilettantistici.